# Gathering
「Gathering」（ギャザリング）は、林原めぐみの46枚目のシングル。2024年12月18日にKING AMUSEMENT CREATIVEから発売された（KICM-2161）。

## 概要
前作から約1年ぶりとなるシングル。「Gathering」は『Pゴジラ対エヴァンゲリオン セカンドインパクト G』のテーマソングとして使用された。カップリングの「Children ～はじまりの明日へ～」は『Pゴジラ対エヴァンゲリオン セカンドインパクト G』に搭載されていないが、本機種の世界観をイメージして制作された。

## 収録曲
| 全作詞: MEGUMI、全作曲・編曲: たかはしごう。 |                                                      |        |              |      |
| #                                            | タイトル                                             | 作詞   | 作曲・編曲   | 時間 |
| 1.                                           | 「Gathering」                                        | MEGUMI | たかはしごう | 3:42 |
| 2.                                           | 「Children ～はじまりの明日へ～」                    | MEGUMI | たかはしごう | 3:54 |
| 3.                                           | 「Gathering」(off vocal version)                     | MEGUMI | たかはしごう | 3:42 |
| 4.                                           | 「Children ～はじまりの明日へ～」(off vocal version) | MEGUMI | たかはしごう | 3:51 |
| 合計時間:                                    | 合計時間:                                            | 15:09  |              |      |